# سنگ‌نوشته رباطک

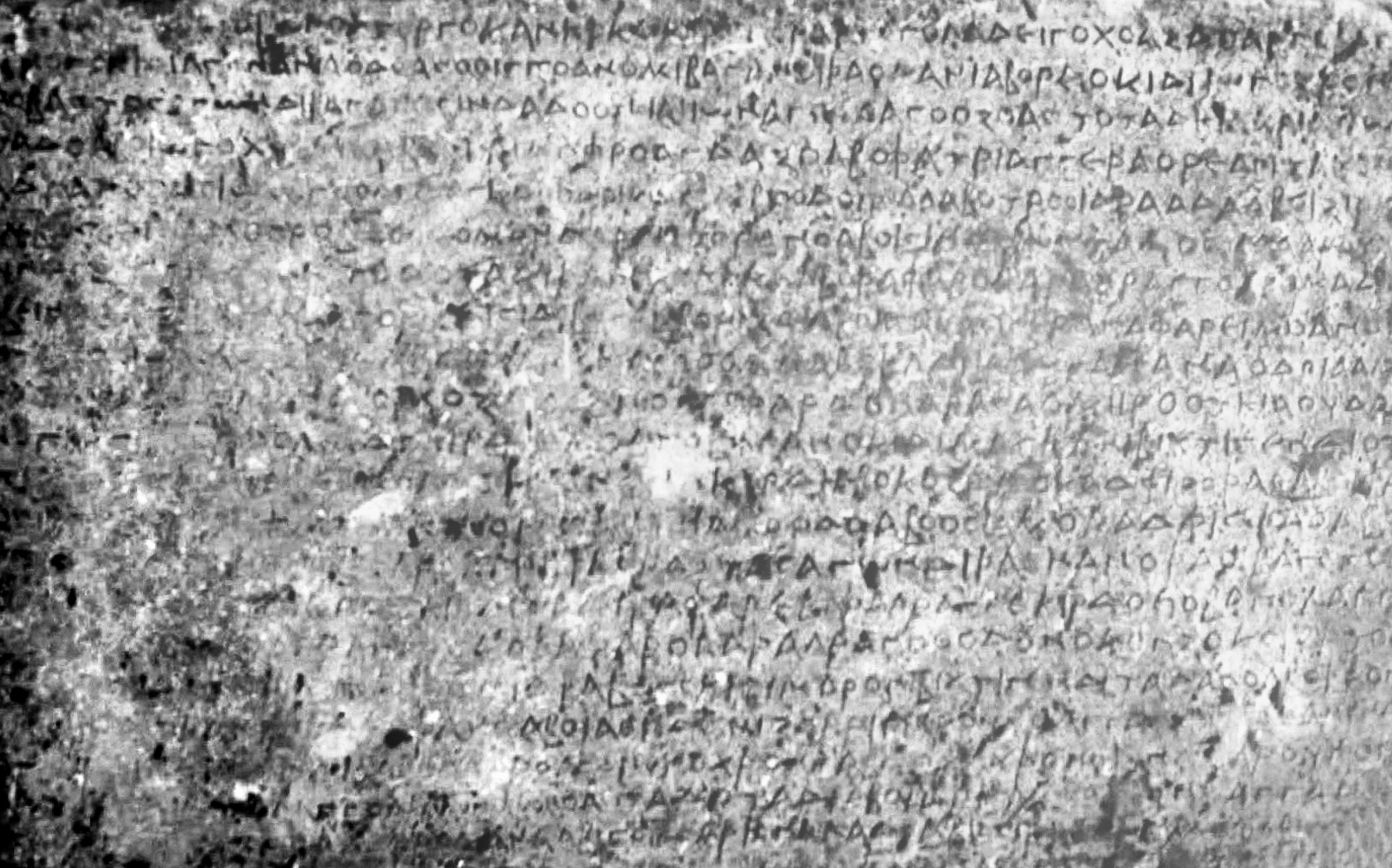
نگاره‌ای از سنگ‌نوشته رباطک

سنگ‌نوشته رباطک یک سنگ‌نوشته کوشانی به زبان بلخی است که با دبیره یونانی نوشته شده‌است. این سنگ‌نوشته در سال ۱۹۹۳ در نزدیکی سرخ‌کوتل‎ در افغانستان پیدا شد. سنگ‌نوشته رباطک به دستور کانیشکا، شاهنشاه کوشانی حک شده‌است و برای تاریخ کوشانیان و ادبیات بلخی اهمیت بسیار بالایی دارد.

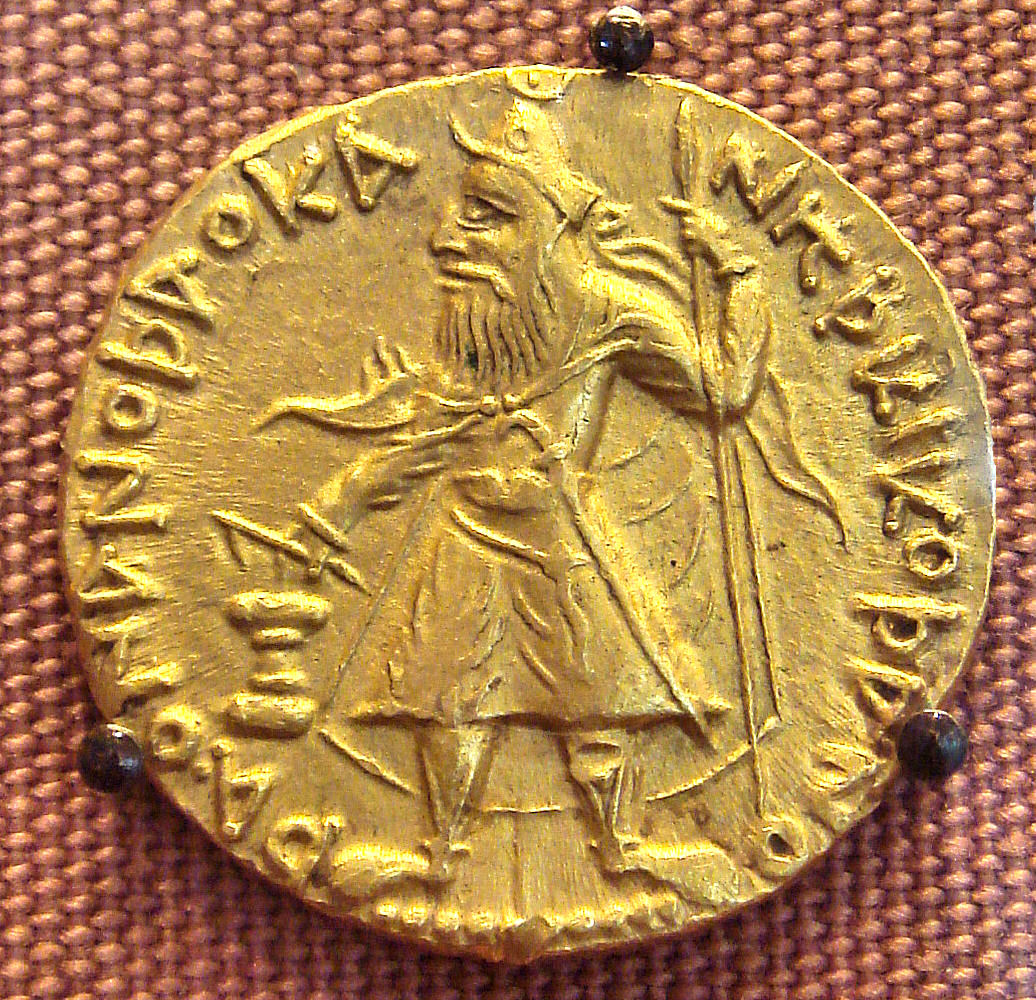
کانیشکا

## متن سنگ‌نوشته

### ترجمه به پارسی
1. ... از رستگاری بزرگ، کانیشکای کوشان، آن آزادگر، نیکوکار، دادگر، خودمختار، خداوندگار،
2. شایسته پرستش، او که فر شاهی را از نانا و سایر ایزدگان گرفته‌است، سال نخست تقویم جدید را
3. همانگونه که میل ایزدان بود، به راه انداخت. او زبان آریا (منظور زبان بلخی است) را جایگزین زبان یونانی کرد.
4. در سال نخست [از تقویم کانیشکایی]، بسوی هند و تمام سرزمین‌های شاهان آنجا، به راه افتاد.
5. و آنگاه [شهر] … و [شهر ساکتا، و [شهر] کائوسامبی و [شهر] پاتالیپوترا و [تمام سرزمین‌ها تا] سری‌کامپا
6. و هرکجا که شاه و شخص مهمی بود، در برابر خواست او تسلیم شد؛ و او همه
7. هند را برابر خواست خود به زانو درآورد. آنگاه شاه کانیشکا به شافر دستور داد تا در …
8. یک معبد که آن را بـ… می‌خواندند، بر روی تپه‌های کا… برای آن ایزدان
9. که… اوما بزرگ‌ترینشان است، و نامشان به ترتیب: بانو نانا،
10. و بانو اوما، اورمزد، آن ایزد بخشنده، سروش، نراسا [و] مهر بسازند؛ و دستور داد
11. تا تندیس ایزدانی که نامشان در بالا رفت، و
12. دستور داد تا تندیس این شاهان را بسازند: شاه کوجولو کادفیس، پدر پدربزرگش
13. و شاه ویما تاکو، پدربزرگش، و شاه ویما کادفیس، پدرش
14. و تندیس خودش، شاه کانیشکا؛ و سپس شاهنشاه، دیواپوترا (پسر خدایان، اشاره به خود کانیشکا)
15. فرمان‌هایش را صادر کرد، و شافر این پرستگاه را ساخت و شافر و نوکونزوک پرستش… [... و]
16. مطابق فرمان شاه؛ و باشد که خدایانی که نامشان در اینجا رفت،
17. [بپایند] شاهنشاه کانیشکای کوشان را، و او را سالم، امن و پیروز نگاه دارند.
18. و [زمانی که] پسر خدایان، فرمانروای سرتاسر هند از سال یکم تا سال هزارم،
19. … این پرستگاه را در سال یکم بنا کرد، سپس همچنین تا سال…
20. بر اساس فرمان شاه… [و] و این همچنین به… داده شد. [و] همچنین به…
21. باشد که از سال اول که پرستشگاه بنیان نهاده شد، تا آن هنگام سال بزرگ آریایی رواج خود را حفظ نماید
22. … بر مبنای حکم سلطنتی، آبیمو که برای شاه بسیار عزیز است، پایتخت را به پوشیپو داد…
23. شاه بزرگ پیشکشها را به خدایان داد

### متن بلخی با خط یونانی
1. [….]νο βωγο στοργο κανηþκε κοþανο ραþτογο λαδειγo χοαζαοαργο βαγ[η]-
2. ζνογο κιδι ασo νανα oδo ασo oισπoανo µι βαγανo ι þαoδανo αβoρδo κιδι ιωγo χþoνo
3. νoβαστo σ(α)γωνδι βαγανo σινδαδo oτηια ι ιωναγγo oασo oζoαστo ταδηια oριαo ωσ-
4. ταδo αβo ιωγo χþoν(o) αβo [ι] ιυνδo φρoαγδαζo αβo þατριαγγε þαoρε αγιτα κoo-
5. αδηανo oδo ι oα(σ)πo oδ(o) [ι ζ]αγηδo oδo ι κωζ(αµ)βo oδo ι παλαβoτρo oιδρα αδα αβo ι ζιριτ-
6. αµβo σιδηιανo πρoβαo oδo µανδαρσι ζαopανo αβo ι σινδo ωσταδo oτη(ι)α αρoυγo
7. ιυνδo (αβo) ι σινδo ωσταδo ταδι þαι κανηþκε αβo þαφαρo καραλραγγo φρoµαδo
8. (α)βειναo βαγoλαγγo κιρδι σιδι β…αβo ριζδι αβo µα καδγε ραγα φαρειµoανo β-
9. (α)γα(ν)o κιδι µαρo κιρδαν(ε) ι µα..o[φ]αρρo oµµα ooηλδι ια αµσα νανα oδo ια αµ-
10. σα oµµα αoρoµoζδo µoζδoo(α)νo σρoþαρδo ναρασαo µιιρo oτηια oυδoα-
11. νo πι(δo)γιρβo φρoµαδo κιρδι ειµoανo βαγανo κιδι µασκα νιβιχτιγενδι oτ-
12. ηια φρoµαδo αβειµoανo þαoνανo κιρδι αβo κoζoυλo καδφισo þαo αβo ι φρ-
13. oνιαγo (o)δo α(βo o)oηµo (τ)ακτoo þαo α(β)[o] ι νια(γ)o oδo αβo ooηµo καδφισo þαo αβo
14. (ι) πιδα oδo αβo ι χoβιε aβo κανηþκo þαo tα σαγωνδι þαoνανo þαo ι βαγoπoo-
15. ρακ[α]νε […] φρ(o)µαδo κιρδι ταδι þαφαρε καραλραγγε κιρδo ειo βαγoλαγγo
16. [ ]o καραλραγγo oδo þαφαρo καραλραγγo oδo νoκoνζoκo ι αþτoo-
17. α[λγo κιρ]δo ια φρoµανo ειµιδβα βαγε κιδι µαρo νιβιχτιγενδι ταδανo αβo þαoν-
18. αν(o) þαo αβo κανηþκε κoþανo αβo ιαoηδανι ζoρριγι λρoυ(γ)o αγγαδ…γo oανινδ-
19. o π[…]ι(ν)δι oδ[…](δ)ι βα(γ)επooρo ασo ιωγo χþoνo αβo ιo (α) χþoνo ιυνδo αρoυγo ν-
20. αρα[]ι β(α)γoλαγγo αβo ιωγo χþoνo ασπαδo ταδι αβo ι αρηµεσo χþoνo αγγαρ[…]
21. []χα[π]ιδo þαo φρoµανα αβισσι παρηνα λαδo αβισσι ρηδγε λαδo αβισσ[ι ..]
22. []þαι µαδ... α (α)βo βαγανo λαδo oδo φαρειµoανo αχoδανo [σι]δι [α]βo µι βαγε λ[αδo]
23. [ ]ατιδ(η)oσ[

### آوانویسی به لاتین
1. [….]no bōgo storgo kanēške košan raštog lādeigo xoazaoargo bag[ē]-
2. znogo kidi aso Nana odo aso oispoan mi bagano i šaodano abordo kidi iōg xšono
3. nobasto s(a)gōndi bagano sindado otēia i iōnaggo oaso ozoasto tadēia aria
4. ōstado abo iōg xšon(o) abo [i] iundo froagdazo abo šatriagge šaore agita koo-
5. adēano odo i oa(s)po od(o) [i z]agēdo odo i kōz(am)bo odo i palabotro oidra ada abo i zirit-
6. ambo sidēiano probao odo mandarsi zaorano abo i sindo ōstado otē(i)a arougo
7. iundo (abo) i sindo ōstado tadi šai kanēške abo šafaro karalraggo fromado
8. (a)beinao bagolango kirdi sidi b…abo rizdi abo ma kadge b-
9. (a)ga(n)o kidi maro kirdan(e) i ma…o[f]arro omma ooēldi ia amsa nana odo ia am-
10. sa omma aoromozdo mozdoo(a)no srošardo narasao miiro otēia oudoa-
11. no pi(do)girbo fromado kirdi eimoano bagano kidi maska nibixtigendi ot-
12. ēia fromado abeimoano šaonano kirdi abo kozoulo kadfiso šao abo i fr-
13. oniago (o)do a(bo o)oēmo (t)akto šao a(b)[o] i nia(g)o odo abo ooēmo kadfiso šao abo
14. (i) pido odo abo i xobie abo kanēško šao ta sagōndi šaonano šao i bagopoo-
15. rak[a]ne […] fr(o)mado kirdi tadi šafare karalraggo kirdo eio bagolaggo
16. karalraggo odo šafaro karalraggo odo nokonzoko i aštoo-
17. a[lgo kir]do ia fromano eimidba bage kidi maro nibixtigendi tadano abo šaon-
18. an(o) šao abo kanēške košano abo iaoēdani zorrigi lrou(g)o aggad…go oanind-
19. o p[…]i(n)di od[..](d)i ba(g)epooro aso iōgo xšono abo io (a) xšono iundo arougo n-
20. ara[ ]i b(a)golaggo abo iōgo xšono aspado tadi abo i arēmeso xšono aggar[…]
21. []xa[p]ido šao fromana abissi parēna lado abissi rēdge lado abiss[i..]
22. [ ]šai mad…a (a)bo bagano lado ado fareimoano axodano [si]di abo mi bage l[ado]
23. [ ]atid(ē)os

## نکات مهم

### دین
نام‌های ایزدانی که در سنگ‌نوشته دیده می‌شود، ترکیبی از ایزدان ایرانی و هندی است.

### زبان آریا یا زبان ایرانی
کانیشکا زبان بلخی (باختری) را زبان آریا یا زبان ایرانی معرفی می‌کند. این اتفاق یادآور استفاده از واژه خط آریایی یا خط ایرانی به جای خط پارسی توسط داریوش یکم در سنگ‌نوشته بیستون است.

### تقویم جدید
کانیشکا سال نخست شاهنشاهی خود را مبدأ تقویم جدید قرار می‌دهد. او این تقویم را دوران بزرگ ایرانی یا دوران بزرگ آریا معرفی می‌کند.

### گستره شاهنشاهی کوشان
در خط‌های چهارم تا هفتم، کانیشکا گستره قلمروی کوشان‌ها را توصیف می‌کند.

### شاهنشاهان کوشانی
کانیشکا لیست کاملی از شاهنشاهان کوشانی پیش از خود می‌دهد.